# Мурад II

Османская империя к концу правления Мурада II

Мура́д II (осман. مراد ثاني‎ / Murâd-ı sânî, тур. İkinci Murat; июнь 1404 — 3 февраля 1451) — султан Османской империи, правивший в 1421—1444 и 1446—1451 годах. Сын османского султана Мехмеда I и, предположительно, дочери правителя бейлика Дулкадир Эмине-хатун. Мурад существенно расширил влияние османов на Балканском полуострове, укрепил власть в Анатолии и помог империи оправиться после тяжёлого поражения, нанесённого Тамерланом в Ангорской битве 1402 года.
В начале своего правления ему пришлось иметь дело с двумя претендентами на престол по имени Мустафа (Лже-Мустафа, его дядя, и Кучук Мустафа, брат), поддержанными Византией и Венецией. Ему также пришлось бороться в Анатолии с беями Гермияногуллары, Караманогуллары, Ментешегуллары и Исфендиярогуллары, которые пытались отстоять свою независимость от османов. В правление Мурада европейские крестоносцы зимой 1443-44 годов дошли до Софии. В 1444, заключив сегедский мирный договор с Венгрией и достигнув соглашения с Караманом, Мурад отрёкся от престола в пользу своего 12-летнего сына Мехмеда II. Однако в ноябре ему пришлось возглавить армию, чтобы при Варне разгромить польско-венгерское войско. Восстание янычар и деятельность Георга Кастриота Скандербега в Албании вынудили Мурада в 1446 году вернуться на османский престол. Вскоре войска Мурада захватили Морею и начали наступление в Албании. В октябре 1448 года состоялась битва на Косовом поле, в которой османское войско противостояло армии венгров и валахов под командованием Яноша Хуньяди. Ожесточённое трёхдневное сражение закончилось полной победой Мурада и решило судьбу балканских народов — на несколько веков они оказались под властью турок. В 1449 и 1450 годах Мурад предпринял два похода против Албании, которые не принесли значительных успехов. Зимой 1450—1451 годов Мурад заболел и 3 февраля 1451 года скончался в Эдирне.

## Биография султана

### Происхождение
Сын Мехмеда I, Мурад II, родился в Амасье, вероятно, в месяце Зу-ль-хиджа 806 года исламского календаря, что соответствует периоду с 18 июня по 17 июля 1404 года. По словам Георгия Сфрандзи, мать Мурада имела греческое происхождение — сообщая о посольстве к Мураду в 1424 году, участником которого он был, Сфрандзи упоминает, что был «посланцем от святой деспины, родственницы этого султана со стороны его матери». Х. Иналджик считал матерью Мурада наложницу, а не жену, Мехмеда. Тем не менее большинство историков считает матерью Мурада дочь правителя бейлика Дулкадир, Эмине. Историк Э. Алдерсон предполагал, что она умерла до восшествия сына на престол. Относительно конкретного представителя династии Дулкадиридов, бывшего отцом Эмине, существуют разногласия. Историки называют два имени: Сули Шабана-бея или его племянника, Мехмеда-бея. Время вступления Мехмеда в брак с Эмине тоже оценивается историками по-разному: от 1401 до 1404 года. Э.Алдерсон полагал, что помолвка состоялась ещё в 1399 году, когда Баязид покорил Дулкадир, а сам брак был заключён позднее, в 1404 году когда положение Мехмеда стало более стабильным. Историк Н. Сакаоглу писал, что брак должен был состояться не позднее 1401 года. Часть историков относит брак по времени к 1403 году, когда Мехмед Челеби стал править частью бывших анатолийских владений Баязида с центром в Анкаре и разбил в битве при Чамурлу брата Ису, поскольку Мехмед Нешри писал о помолвке так: «в Токат <…> посланник прибыл из Дулкадироглу. Долго разговаривали друг с другом и решили положить конец вражде. Тогда султан обручился с дочерью Дулкадироглу».

### Ранние годы
По достижении 12 лет Мурад был отправлен отцом в Анатолию санджакбеем «для управления провинцией Рум» (северная и центральная Турция). По разным данным Мурад поехал в Амасью  (бывшую столицу бейлика Хамид), либо, что менее вероятно, в Манису (бывшую столицу бейлика Сарухан). Лалой Мурада Мехмед назначил Баязида-пашу. Через год после получения Мурадом звания санджакбея в империи вспыхнуло восстание Бёрклюдже Мустафы в Анатолии. Мурад получил от отца приказ «чтобы он, собрав войско в Анатолии, поднялся против нечестивого Мустафы и направился в Айдын». Однако Мураду на тот момент было около 12 лет и он не мог быть командующим, поэтому в действительности возглавлял войско и проводил кампанию Баязид-паша. Восстание было жестоко подавлено, а его руководители казнены.
Затем при помощи бейлербея Румелии и брата Баязида-паши, Хамзы-бея, Мурад захватил черноморский прибрежный город Самсун, принадлежавший до этого правителю бейлика Исфендияроуллары. Часть Самсуна, принадлежавшую генуэзцам, ещё ранее покорил Мехмед.

### Начало правления. Братья Мурада
Отец Мурада умер 26 мая 1421 года, когда Мураду было всего 17 лет. Кроме Мурада у Мехмеда было ещё четверо сыновей: Мустафа, Ахмед, Юсуф и Махмуд. Как писал византийский историк Дука, Мурад по завещанию Мехмеда должен был унаследовать европейскую часть империи со столицей в Эдирне, а Анатолию Мехмед завещал Мустафе, которому было на момент смерти Мехмеда 12 лет. Ахмед умер ещё при жизни своего отца, Юсуфу было к 1421 году восемь лет, а Махмуду — семь. Вероятно, перед своей смертью Мехмед хотел защитить жизнь своих младших сыновей, поэтому он распорядился Юсуфа и Махмуда отправить византийскому императору. Кроме того, император должен был продолжать держать в заключении брата Мехмеда, Мустафу. На Мурада же возлагалась обязанность платить императору каждый год на содержание своих братьев и дяди.
Когда умер Мехмед, к Мураду был отправлен гонец со срочным сообщением, и до прибытия Мурада в старую столицу Бурсу смерть султана была скрыта по совету Хаджи Иваза-паши, одного из визирей скончавшегося Мехмеда. 23 Джумада ас-сани 824 года (25 июня 1421 года) состоялась церемония провозглашения Мурада султаном — джюлюс. Когда Мурад занял трон, он назначил великим визирем и бейлербеем Румелии своего лалу — Баязида-пашу. Новый султан по совету визирей принял решение не соблюдать пункты завещания отца, касающиеся младших принцев, и Баязид-паша известил византийских посланников, что Юсуф и Махмуд не будут переданы в Константинополь, и что платить за их содержание новый султан не будет. Точная судьба братьев Мурада неизвестна, однако Ашикпашазаде писал, что Мурад выслал братьев в ссылку в Токат и велел ослепить. Согласно И.Узунчаршилы, после восстания Кучук Мустафы их перевезли поближе — в Бурсу. Историк Э.Алдерсон датировал смерть обоих принцев 1429 годом.
Брат Мурада, Мустафа, был при жизни отца санджакбеем в бывшем бейлике Хамид, а воспитателем и советником Мустафы Мехмед назначил Шарабдара Ильяса-пашу. После воцарения Мурада земли бейлика Хамид занял Мехмед-бей Караманоглу, Халкокондил писал, что и Мустафа оказался под покровительством Мехмеда-бея, тогда как Ашикпашазаде утверждал, что правивший на соседних территориях Якуб-бей Гермияноглу «принял его как сына» и тоже отказался признавать Мурада султаном. Через некоторое время Мустафа оказался вместе с Ильясом-пашой в Пафлагонии у Исфендияра-бея Джандарида.

### Восстания Лже-Мустафы
Ещё в правление Мехмеда в Валахии появился Мустафа, возможно, действительно бывший ещё одним сыном Баязида I, взятый в плен при Анкаре, но освобождённый потом Тамерланом. Джунейд Измироглу, бывший в то время санджакбеем Никопола, поддержал Мустафу, за что был назначен визирем претендента. В 1416 году Мустафа поднял первое восстание при поддержке правителя Валахии Мирчи I (1386—1418), который предоставил претенденту небольшое войско. Попытка мятежа оказалась неудачной. Переждав зиму в Константинополе, Мустафа и Джунейд попытались заручиться поддержкой удж-беев Македонии, но безуспешно, и осенью Мехмед подавил мятеж. Мустафа и Джунейд бежали обратно в Салоники, где местный губернатор, Димитрий Ласкарис Леонтарис, взял их под свою защиту. Тогда Мехмед осадил город, и снял её лишь когда император Мануил II Палеолог согласился держать Мустафу и Джунейда в качестве пленников. Договор должен был длиться до тех пор, пока жив Мехмед, за это османский правитель должен был выплачивать Мануилу ежегодно 300 000 акче. Согласно Дуке, Мустафа был отправлен в заключение на остров Лемнос, а Джунейд был помещён в камеру монастыря Паммакаристос в Константинополе.
В 1421 году, узнав, что Мурад не передаст младших братьев в Константинополь и не будет платить деньги за содержание Мустафы и Джунейда, Мануил освободил последних из-под стражи после пятилетнего пленения. На этот раз к Мустафе присоединились многие из удж-беев Румелии (в том числе Турахан-бей), видя в претенденте более надёжного правителя, поскольку Мехмед умер, а Мурад был ещё юн. Мустафа быстро распространил свой контроль на большую частью Македонии, включая города Янницу и Серрес, и начал чеканить свои монеты. Из Анатолии Мурад отправил армию во главе с Баязидом-пашой, которая встретилась с армией претендента недалеко от Эдирне в местечке Сазлыдере, но солдаты массово перешли на сторону Мустафы, и Баязиду-паше с его братом Хамзой ничего не оставалось делать, кроме как сдаться в плен. Мустафа пощадил их, но Джунейд потребовал отдать ему Баязида (у них были старые счёты) и собственноручно отрубил визирю голову. В итоге, Мустафа занял Эдирне и Галлиполи без боя. Мануил заявил, что по их соглашению Галлиполи должен перейти Византии, но Мустафа не счёл нужным соблюдать договор и отказал ему.
Император Мануил отправил посланников Мураду. В обмен на переброску армии Мурада в Европу Мануил потребовал, чтобы Мурад отдал Галлиполи и двух своих младших братьев в качестве заложников — подобно тому, как это делали Мехмед и Сулейман. Мурад не согласился принять условия, но генуэзский губернатор Новой Фокеи, Джованни Адорно, предложил суда для переправления армии Мурада. Также он предоставлял 2000 солдат. Письмо к Мураду от Адорно было написало личным секретарём Адорно, историком Дукой. Мустафа, обеспокоенный этой новостью, был убеждён Джунейдом переправиться в Анатолию первым. По словам Дуки, мотивы Джунейда были чисто личными. Мустафа стал развратным, и он боялся, что тот проиграет брату. Если бы это произошло, когда Джунейд был в Европе, он рисковал быть захваченным византийцами — после предательства в Галлиполи не очень привлекательная перспектива. Поэтому Джунейд стремился как можно скорее вернуться в Анатолию и в своё собственное княжество.
В следующем 1422 году Джунейд сопровождал Мустафу в Анатолию. По словам Дуки, их армия насчитывала столько людей, что потребовалось три дня для того, чтобы перебраться Лампсакос. Мурад прибыл со своими войсками из Бурсы, чтобы противостоять им в Лопадионе (Улуабат), где его люди сломали мост через реку Нилюфер, блокируя продвижение Мустафы. Мурад II пообещал Джунейду вернуть Айдын, чтобы разорвать этот союз. Джунейд покинул Дюзме Мустафу и приехал в Измир. Дука дал подробное описание того, как советники Мурада использовали брата Джунейда, Хамзу, который был другом Мурада. Хамзу уговорили встретиться с Джунейдом и убедить его уйти, Джунейду было обещано «отдать в наследственное владение Айдын при условии службы одного из его сыновей султану». Джунейд тайно собрался, взяв только семью и ценности, сколько можно было унести, и ночью покинул лагерь Мустафы. Визири (Ибрагим-паша, Хаджи Иваз-паша, Тимурташоглу Умур, Орудж и Али-бей) посоветовали Мураду освободить Мехмеда Михалоглу бывшего бейлербеем Румелии у Мусы Челеби и находившегося в заключении в Токате с 1416 года за связи с шейхом Бедреддином. Михалоглу привезли из Токата, пообещали звание бейлербея и освободили, после чего он написал письма, в которых призывал предводителей акынджи признать Мурада и гарантировал, что они будут прощены. В итоге Мустафа был оставлен и румелийскими уджбеями, и Джунейдом, и был вынужден бежать обратно в Румелию.
Отступничество Джунейда было всего лишь одним из многих, организованных Мурадом и описанным историком-свидетелем Ашик-паша-заде. Мустафа был оставлен румелийскими беями и был вынужден уйти в Галлиполи и Эдирне. Мурад преследовал его 15 января 1422 года на кораблях, предоставленных Адорно. Мустафа пытался скрыться и убежать в Валахию, но был узнан агентами Мурада, схвачен и повешен в Эдирне.
Мурад обратился к Адорно, который сдержал обещание, прибыл с 7 галерами и 15 января 1422 года переправил султана с его армией на другую сторону Дарданелл. По словам Дуки претендент пытался скрыться и убежать в Валахию, но был узнан и схвачен. Османский историк Рухи Челеби сообщал, что Михалоглу Мехмед-бей арестовал Мустафу в Чамурлу и вскоре претендент был публично повешен по приказу Мурада на стенах Эдирне, как обычный преступник. Дука отметил, что такая казнь была выбрана, чтобы представить Мустафу самозванцем, а не членом династии. После казни голову Мустафы (по словам Рухи Челеби) отправили Мураду.

### Осада Константинополя и Кучук Мустафа
Казнив претендента, Мурад обратил свой гнев на византийцев, которых он по праву считал зачинщиками этих волнений. Предвидя гнев султана, Мануил сразу же после казни Лже-Мустафы отправил к Мураду посольство с заверениями в дружественных намерениях, однако посланников тут же посадили в темницу. Султан освободил их только для того, чтобы отправить обратно с сообщением о своём скором прибытии: «Иди и скажи своему императору, что я иду». 10 июня 1422 года армия Румелии под командованием недавно назначенного бейлербеем Румелии Михалоглу Мехмеда осадила Константинополь и разграбила окрестности. 24 августа, не имея ни флота, ни мощной артиллерии, Мурад предпринял безуспешный штурм византийской столицы. В сражении, длившемся весь день, войска османов понесли большие потери.
Чтобы освободить свой город от блокады, император подтолкнул к восстанию брата Мурада II Мустафу. Согласно византийским хроникам, после нескольких бесплодных попыток заключить с Мурадом мир Мануил подкупил Ильяса-пашу, по наущению которого в рамадан 825 года (август 1422 года) Кучук Мустафа предъявил свои претензии на трон и с помощью Мехмета-бея Караманоглу и Якуба-бея Гермияноглу осадил Бурсу. Жители города, вероятно, зная характер Шарабдара, собрали деньги и передали их Ильясу-паше с целью подкупа. Воспитатель Мустафы деньги взял и уговорил воспитанника напасть на Изник вместо Бурсы.
Получив в сентябре сообщение от визирей о восстании нового претендента на престол, Мурад был вынужден снять осаду Константинополя и отправиться в Эдирне. Против восставшего брата Мурад отправил войско во главе с Мехмедом Михалоглу, узнав об этом, многие солдаты Мустафы дезертировали. Лала Мустафы, Ильяс-паша, был подкуплен Мурадом, обещавшим Ильясу за предательство титул бейлербея. Претендент был взят в плен и 9 Раби ас-сани 826 г. Х. (20 февраля 1423 года) казнён.

### Покорение Айдына (1424)
К 1424 году, разобравшись с претендентами на престол, Мурад начал действовать против Джунейда, который в начале 1422 года ценой предательства Лже-Мустафы вернул себе Айдын. Мурад намеревался распространить свою власть до Смирны. По словам Дуки, султан отправил Джунейду письмо, требуя одного из его сыновей в заложники, как это было согласовано в Лопадиуме в 1422 году, но получил отказ. Мурад был занят на Балканах, своим командующим в Анатолии для подавления сопротивления Джунейда он назначил Халила Яхши, греческого ренегата. Халил Яхши имел с Джунейдом личные счёты — он был зятем лалы Мурада, Баязида-паши, казнённого по настоянию Джунейда в 1422 году. Армии Баязида-паши и Джунейда встретились на равнине Ахисара, и в итоге Джунейд отступил, а Халила Яхши Мурад II назначил санджакбеем Айдына .
Джунейд укрылся в крепости Ипсили на побережье Эгейского моря, напротив острова Самос. Ипсили был хорошо укреплён и недоступен с суши, но открыт с моря. Хамза-бей попросил помощи у генуэзцев из Хиоса, и три корабля замкнули кольцо осады с моря. Не видя иного выхода, Джунейд был вынужден сдать крепость, получив обещание, чтобы его будут охранять до суда Мурада. Однако до встречи с султаном мятежник не дожил — первой же ночью Джунейд был убит, а его голову доставили султану. Таким образом Айдын стал османским.

### Покорение Фессалии (1422—1430)
После того, как в 1424 году умер император Мануил и ему на смену пришёл Иоанн Палеолог 28 февраля 1424 года (1 раби аль-авваля 827 года), опасаясь передачи Константинополя венецианцам, Мурад при посредничестве генуэзцев подписал мирный договор с византийским императором. Венеция имела коммерческие интересы в восточном Средиземноморье, реализовывавшиеся с помощью многочисленных баз: портов на балканском побережье и островов. В 1423 году Венеция приобрела Салоники у её правителя, деспота Андроника Палеолога, воспользовавшись безвыходной ситуацией в Византии. Османам венецианцы предложили выплату ежегодной дани (1500—2000 дукатов) за признание венецианской принадлежности Салоник , однако Мурад никогда не соглашался и Салоники постоянно находились под османской осадой. В начале 1423 года Мурад назначил Турахан-бея санджакбеем Фессалии. В мае 25-тысячная османская армия под командованием Турахана-бея разрушила Гексамилион и опустошила Морейский деспотат, не встретив сопротивления. Османы осадили и взяли города Мистра, Леонтари, Гардики и Дабия и осадили Салоники.

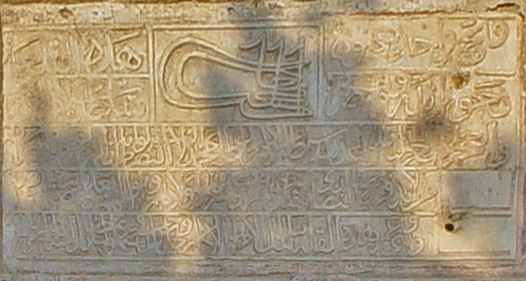
Тугра Мурада в надписи на восстановленной османами крепости.

Планы османов на восстановление власти в Фессалии и завоевание ими южной Албании в начале 1430-х годов угрожали интересам Венеции. Поэтому дальнейшее продвижение османских войск на Балканах Венеция пыталась заблокировать, поддерживая все антиосманские силы, будь то в Албании или в Анатолии. Республика заключила договоры с Венгрией и Византией против османов, а в 1425 году венецианцы заявили, что у них находится сын Баязида Мустафа (ещё один Лже-Мустафа). Весной 1425 года самозванец отплыл из Салоник с венецианским флотом, ему удалось захватить Кассандру и Кавалу, которые таким образом попали в руки венецианцев. По мнению Х.Иналджика так началась Османо-венецианская война (1425—1430). В марте 1430 года Салоники были захвачены Мурадом, жители города были частично перебиты, частично обращены в рабство, а в опустошённый город в принудительном порядке султан переселил тюрок из Малой Азии. В этих условиях венецианцы поспешили заключить мир.
Византийский император Иоанн VIII Палеолог (ок. 1425—1448) подписал с Мурадом соглашение в 1439 году. Император согласился выплачивать дань в 300 000 акче ежегодно и вернуть территории, которые он приобрёл после 1402 года, на берегах Мраморного, Эгейского и Чёрного морей, за исключением крепостей Силиври и Теркос.

### Покорение Сербии
Балканские государства, разрываемые между Венгрией и османами, часто переходили с одной стороны на другую или вообще принимали двойное вассальное подчинение. Например, деспот Стефан Лазаревич пытался поддерживать хорошие отношения с Мурадом II и в то же время с 1403 года он был вассалом Сигизмунда. Согласно венгерско-сербскому договору, заключённому в мае 1426 года в Тате, Сигизмунд признал наследником Стефана Лазаревича его племянника, Георгия Бранковича, оговорив, что Белград и Голубац, ключевые для обороны крепости на Дунае, перейдут к Сигизмунду. Когда в июне 1427 года умер деспот Стефан, Сигизмунд овладел Белградом. Однако капитан Голубаца продал свой форт османам, что привело к значительному разрыву в венгерской линии обороны. Сигизмунд пытался захватить форт в конце 1428 года, но не достиг успеха. Георгий Бранкович с 1432 года правил Сербией как османский вассал, а к 1433 году османы заняли большую часть сербских земель к югу от реки Моравы. Несмотря на то, что Георгий Бранкович в 1435 году отдал свою дочь Мару в гарем Мурада и отправил двух своих сыновей в заложники, султан считал его ненадёжным вассалом. Воспользовавшись смертью Сигизмунда в 1437 году и последовавшей междоусобицей, в 1438 году Мурад при помощи сербов и валахов захватил Смедерево на Дунае, чем полностью покорил Сербию к 1439 году. С захватом Салоник, Голубаца и Смедерево Мурад восстановил балканские владения своего деда, Баязида I (ок. 1389—1402).

### Крестовый поход
На Ферраро-Флорентинском соборе 1437—1439 годов, утвердившем Унию, папа призвал христиан выступить вместе против османов. Антиосманскую коалицию возглавила Венгрия, подвергшаяся османским набегам с 1438 года. В 1440 году армия Мурада безуспешно напала на Белград. Хотя Мураду не удалось захватить город, но пятимесячная осада заставила Венгрию и её союзников действовать более решительно против наступления османов. Янош Хуньяди, воевода Трансильвании (1441-56) и комендант Белграда, сорвал несколько османских набегов в начале 1440-х годов. Для начала, в 1441 году он победил санджакбея Смедерево. 18 марта 1442 года Имрахор Мезид-бей, санджакбей Видина, во главе акынджи, вступил в Трансильванию и осадил Германштадт. На помощь крепости пришёл Янош Хуньяди, который 25 марта нанёс османским войскам сокрушительное поражение: рейдеры потеряли 20 000 человек, среди которых были Мезид-бей и его сын. Бейлербей Румелии Хадым Шахабеддин-паша решил взять реванш за поражение османов и в сентябре того же 1442 года отправился во главе армии Румелии против Венгрии. Он был уверен в своих силах и действовал неосторожно, что привело его к тяжёлому поражению от Яноша Хуньяди в Вазаге. Пятнадцать опытных командиров погибли в этом походе. После этого поражения султан отстранил Шехабеддина-пашу от должностей бейлербея Румелии и визиря. Эти победы Яноша Хуньяди способствовали ускорению организации крестового похода. В союзе против османов состояли Сигизмунд, Владислав III Варненчик, Янош Хуньяди, Влад II Дракул, Георгий Бранкович, а также Караманоглу Ибрагим в Анатолии. 22 июля 1443 года армия из венгерского города Буда перебралась к реке Дунай близ Смедерево. По пути к ней присоединились болгарские, боснийские и албанские отряды. Император Иоанн, внешне демонстрируя дружественные к Мураду намерения, отправил послов к папе и венгерскому королю, провоцируя их напасть на Османскую империю, а среди тех, кто вступил в армию, был представитель папы кардинал Джулиано Чезарини. В авангарде двигалась отборная конница — двенадцать тысяч кавалеристов Яноша Хуньяди, которые вторглись в Сербию и уничтожили Крушевац (Аладжахисар), Кенткой и Ниш. Вслед за ними с интервалом в два дня двигалась армия, возглавляемая венгерским королём Владиславом. Первое крупное столкновение произошло в октябре 1443 года у реки Моравы возле Ниша (битва при Нише). В этой битве армию Румелии возглавлял новый бейлербей Касым-паша, который проиграл, потеряв 4000 пленными и 2000 убитыми. Армия Мурада отступила к югу, тогда как крестоносцы взяли Софию и оттуда последовали за османской армией к Златице. Султан собрал совет, чтобы решить, каким путём вести армию. Однако это не помогло, и 24 декабря около Яловаза между Софией и Филиппополем его армия была разгромлена. Тем не менее крестоносцы не смогли закрепить достигнутые успехи. Они намеревались идти на Эдирне через леса у Средна-Горы, но на подходе встретили армию, возглавляемую Касымом-пашой, к тому же сильные морозы были на стороне оборонявшихся османов. Касым-паша преследовал их, однако попал в ловушку. В итоге битвы при Куновице в плен попали санджакбей Болу и Чандарлы Махмуд-бей (брат великого визиря Халила-паши, женатый на сестре Мурада Хафсе-хатун).

### Мирный договор (1444)
Согласно Дуке, Мурад II стремился быстрее завершить военные действия, чтобы развязать себе руки для скорейшего отправления в Анатолию. Кроме того, сестра Мурада упрашивала его освободить её мужа. Мурад при посредничестве Мары Бранкович направил послов к её отцу, Георгию Бранковичу. Султан предлагал тестю восстановить разрушенные сербские крепости, в том числе и Смедерево. При посредничестве Георгия Бранковича начались переговоры и 12 июня 1444 года в Эдирне Мурад подписал с послом венгерского короля Владислава III, Стойко Гисданичем, мирный договор, произнеся клятву его соблюдать. Затем султан послал в Сегед к Владиславу Сулеймана Балтаоглу с текстом договора, чтобы Сулейман принял клятву венгерского короля. Несмотря на противодействие папы, рассылавшего письма с призывами не заключать мир, переговоры с послами Мурада были продолжены. В итоге 12 и 14 августа кардинал Чезарини и Де Регуардати (венецианский посол в Буде) соответственно сообщили письмами из Варада (современный Орадя) в венецианский сенат о заключении мира. 15 августа договор был ратифицирован.
Содержание договора известно из письма Кириака Анконского По этому соглашению, называемому «Сегедский мирный договор»:
| 1) Сербия возвращалась Георгию Бранковичу, Мурад также должен был выплатить компенсацию в размере 200 000 золотых гульденов и освободить двух сыновей Бранковича, бывших у Мурада заложниками. 2) Воевода Валахии, Влад Дракул, продолжал платить дань, но без обязательств лично являться при османском дворе. 3) Георгию Кастриоти возвращались все его земли и вся Албания переходила под контроль Венгрии. 4) Зять Мурада, Махмуд-бей, освобождался за выкуп в размере 70 000 дукатов;. 5) Венгрия брала на себя обязательство не нападать на Османскую Болгарию и не пересекать Дунай. |

Тем не менее, хотя договор и был выгоден Венгрии, он сохранил прежние границы зоны влияния Османской империи (за исключением Валахии).

### Покорение Карамана (1423—1444)
К 1425 году власть Мурада была признана беями Текке и Ментеше, Айдына и Гермияна. В итоге Мурад восстановил власть почти на всех землях Малой Азии, покорённых до 1402 года. Единственным бейликом, пока ещё боровшимся за независимость, был Караман. В восточной Анатолии Йиркедж-паша покорил туркмен в районе Токата и Амасьи и в области Джаник.
В 1423 году Мурад оказал Ибрагиму Караманиду помощь в получении власти в Карамане, когда после смерти Мехмеда Караманида его брат Алаэддин Али решил захватить власть и отодвинуть племянников. Тогда Мурад женил Ибрагима и его брата Ису на своих дочерях, Исе дал санджак в Румелии, а Ибрагиму дал войско, с которым тот смог победить дядю. Ибрагим расплатился с Мурадом, отдав османам города бывшего бейлика Хамид Ыспарту и Эгридир, которые были переданы Мехмеду Караманиду Тамерланом в 1402 году. Несмотря на помощь султана и родство с ним, бей Карамана не считал нужным соблюдать договорённости. В 1426/27 году Мурад попробовал осадить зятя, однако не смог его победить.
В 1432 году король Кипра Иоанн II, отправил к «Великому Караману», как называли Ибрагима европейцы, посольство, целью которого было продлить договор между Кипром и Караманом. Вместе с этим посольством в Карамане побывал Бертрандон де ла Брокьер. По его словам, Ибрагим ненавидел Мурада, потому что тот «отнял у него часть Карамана». Также де ла Брокьер писал, что хотя Ибрагим боится сам напасть на султана, но не замедлит сделать это, если увидит, что султан «успешно атакован европейцами». Путешественник был прав, Ибрагим заключил союз с Сигизмундом и в 1433 году захватил Эгридир и Ыспарту, которые сам ранее вернул Мураду в обмен на помощь. После такого явного объявления войны Мурад II выступил против него и в 1435 году Мурад вынудил Ибрагима подтвердить передачу земель Хамидидов османам.
После поражения Мурада в битве при Нише, в то время, как в Эдирне шли переговоры о Сегедском мире, Ибрагим вторгся на земли османов, разрушив и разграбив многие города, в том числе Анкару. Мурад II вернулся из Румелии после подписания мирного договора в Сегеде с венграми и разбил войско Ибрагима. Мурад взял с Ибрагима слово, что тот не станет бунтовать, и простил зятя по просьбе дочери. Условия для Караманида были довольно суровы и ставили его в положение вассала: Хамид отходил Мураду, а двое сыновей Ибрагима были отправлены к султану заложниками . В последовавших битве при Варне (1444) и Косовской битве (1448) в армии Мурада воевал сын Ибрагима и в неё входили отряды из Карамана.
По мнению турецкого историка Ф. Шумера возможной причиной того, что Мурад простил зятя была не любовь к дочери, а необходимость срочно отбыть на Балканы, поскольку в 1444 году венгры вторглись на османские земли, чем нарушили сегедский договор.

### Отречение и битва при Варне (1444)

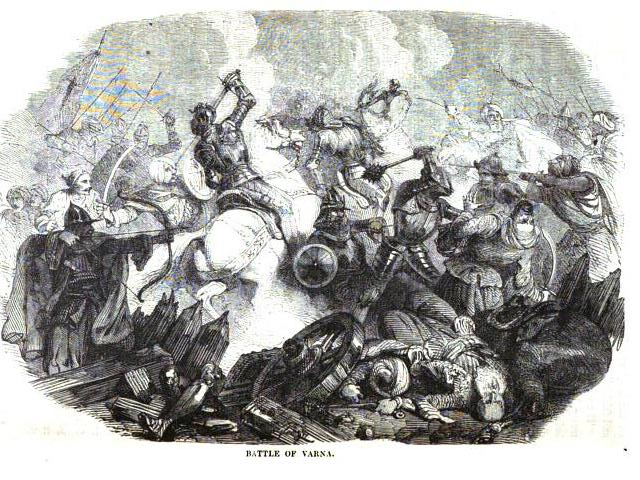
Битва при Варне 1444 г.

После заключения Сегедского мира, который казался Мураду гарантией на будущее, в августе 1444 года он отрёкся от престола в пользу своего 12-летнего сына Мехмеда II, оставив с ним в качестве советников Чандарлы Халила-пашу и Хюсрева Моллу, а сам удалился в Манису. Однако победы Хуньяди вдохновили папу создать новую антиосманскую коалицию с целью полного изгнания османов с Балкан. Несмотря на венгерско-османское перемирие, подготовка к Крестовому походу продолжалась, поскольку папский легат Джулиано Чезарини объявил мир, заключённый с «неверными», недействительным. В сентябре 1444 года Владислав III, разорвав мирный договор, выступил против Мурада. 22 сентября 1444 года армия крестоносцев пересекла османскую границу.
В этот критический момент по настоянию Чандарлы Халила-паши Мурад был отозван из Бурсы и, прибыв в Румелию, возглавил армию, хотя султаном продолжал формально оставаться Мехмед.
10 ноября 1444 года османская армия встретилась с армией крестоносцев в Варне. Мурад одержал блестящую победу. Венгерский король Владислав погиб в бою, Янош Хуньяди едва избежал смерти. Деспот Бранкович оставался нейтральным на протяжении всей кампании. Снова Мурад II вернулся в Манису.
Несмотря на победу в Варне, кампания 1444 года показала уязвимость османского государства, которое всего лишь поколение назад находилось на грани исчезновения. Новые визири юного Мехмеда II принадлежали к новой когорте османских государственных деятелей, и были либо недавними новообращёнными мусульманами, либо завербованы по системе девширме. Они настаивали на более агрессивной внешней политике. Мехмед и его визири уменьшили содержание серебра в монетах, которыми происходили выплаты янычарам. Доверенный великий визирь Мурада Халил-паша, происходивший из потомственной османской чиновничьей аристократии, был сторонником взвешенной и сдержанной политики по отношению к европейским врагам османов. В итоге между визирями, оставленными Мурадом II для помощи Мехмеду, и визирями, назначенными Мехмедом, возник конфликт. Когда обесценивание денег привело к восстанию в войсках в Эдирне, Мехмед, похоже, не смог справиться с ситуацией.

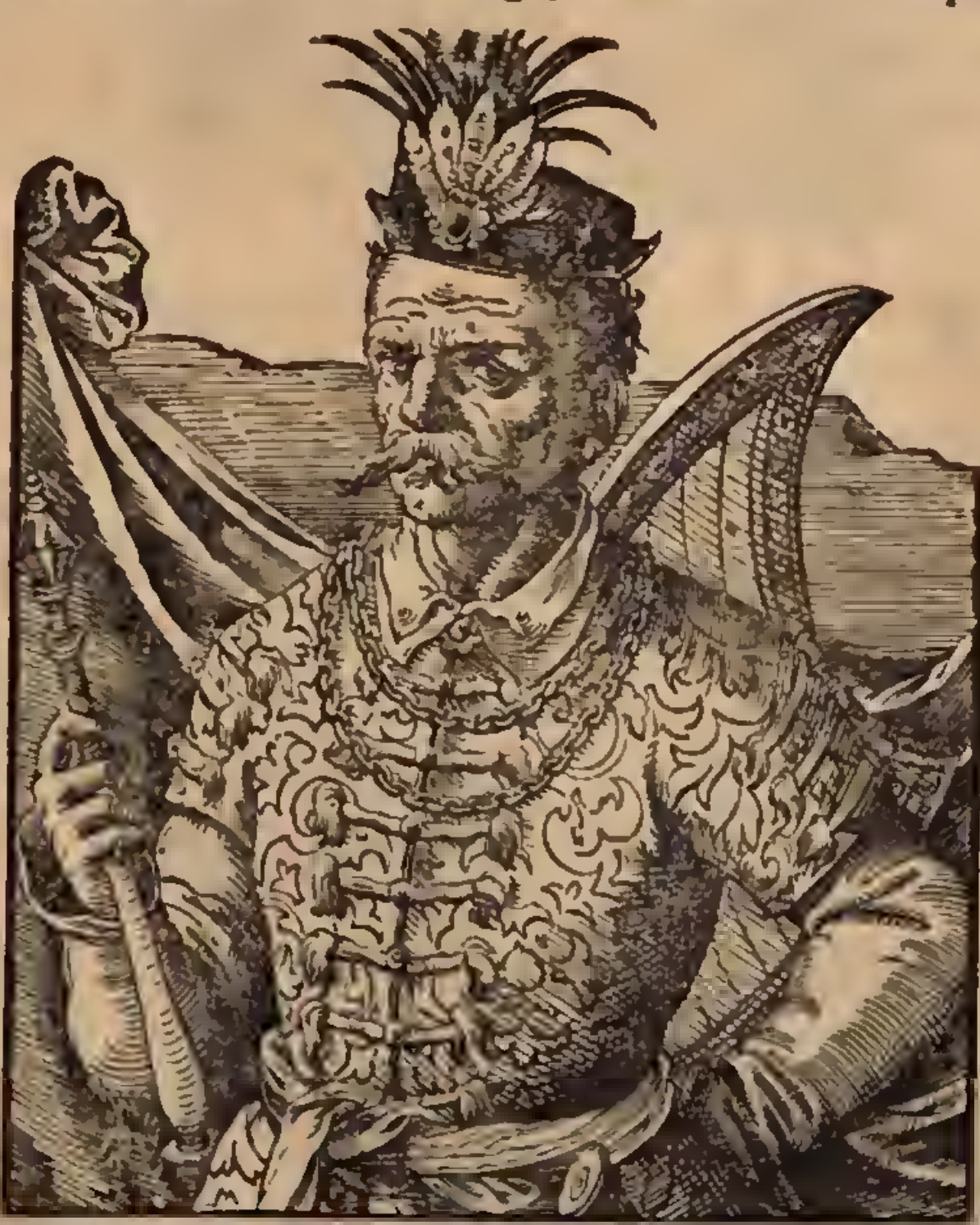
Изображение Скандербега из книги Cronicorum Turcorum. Амман Йост, 1578

### Борьба со Скандербегом
Скандербег, Георгий Кастриоти, потомок албанских князей, выросший при дворе султана и обращённый в ислам, служил султану и получил от султана в санджак родовые земли. Ещё в 1443 году во время битвы при Нише, увидев, что османская армия уступает, Скандербег со своим отрядом из 300 всадников вышел из неё и ушёл с поля боя в Дибру, которой управлял по назначению Мурада. Из Дибры Скандербег отправился в Крую и захватил её. Точно неизвестно, как ему это удалось, но Барлети писал о применённой хитрости, а также о поддержке горожан. Скандербег создал Лежскую Лигу — союз албанских князей — договорившись с семьями Топиа, Дукаджини, Музака. Став предводителем албанцев в борьбе против османов, Скандербег реорганизовал всю систему обороны, создав армию и перестроив укрепления. Потерпев несколько поражений от венгров, во время переговоров о сегедском мире в июне 1444 года Мурад послал против Скандербега армию, которая была разбита албанцами в долине Торвиоли. Операции османов в Албании в последующие два года были безуспешны.

### Второе правление Мурада

#### Покорение Мореи
В 1446 году Халил-паша решил просить Мурада вернуться на трон из Манисы, используя восстание янычаров и ситуацию в Албании как повод. В течение последних шести лет своего правления Мурад снова возглавил несколько кампаний на Балканском полуострове. В декабре 1446 года он предпринял поход против Морейских деспотов Палеологов (Фомы, Константина). По сообщениям историков, султан был обескуражен мощью Гексамилиона, но Турахан-бей убедил его начать штурм стены. После артиллерийского обстрела османы разрушили Гексамилион, ворвались в Морею и опустошили полуостров, захватив Коринф и Патры. Мурад позволил Палеологам сохранить владения, но лишь при условии признания ими себя вассалами султана. Османские историки XV века Орудж-бей и Энвери писали, что Морея была покорена 10 декабря, Дука отметил, что на Пелопоннесе Мурад захватил 60 тысяч пленных.

#### Битва при Косово
В 1447 году в Албании Мурад пытался подавить сопротивление Скандербега и осаждал Крую. Во время осады к Мураду прибыл посланник от Бранковича с сообщением, что Хуньяди вторгся на территорию Сербии, чтобы соединиться со Скандербегом. Поняв опасность этой угрозы, султан сразу предложил Скандербегу мир, пообещав платить Албании 10 000 золотых в год. Кастриоти не принял предложение, но, несмотря на это, Мурад прекратил дальнейшую осаду и повёл свою армию навстречу Хуньяди. Когда 17 октября 1448 года воевода пришёл на Косово поле — место первой битвы за Косово в 1389 году между сербами и османами — османская армия была уже там. Перед началом битвы Мурад отправил Хуньяди посланника с предложением о мире, но Хуньяди отказался и посланник вернулся к султану ни с чем. В последовавшей 17-19 октября битве на Косовом поле Мурад добился своей последней великой победы (иногда указывают 16-18 октября). Мехмед также участвовал в этом сражении. После этой битвы Янош Хуньяди, главный соперник Мурада на Балканах, бежал, был узнан сербами, пленён и заключён в тюрьму в Смедерево. Венгерский историк Банлаку писал, что согласно сведениям писателей того времени Бранкович предложил Мураду передать ему пленённого врага, но Мурад отказался. Венгерский историк Й. Салаи писал, что Бранкович намеревался передать Хуньяди Мураду за большую награду, но «турецкий султан с презрением отверг трусливое и нечестное предложение».
В начале 1450 года султан снова предпринял попытку покорить Албанию. Кампания для османской армии была трудной, поскольку отряды местных жителей постоянно нападали на неё и исчезали в горах, нанеся урон. Подойдя к Круе, Мурад предложил защитникам сдать крепость, но получил отказ. Тогда он начал длительную осаду, османские пушки обстреливали стены. Им даже удалось пробить брешь в стене, но атака отряда сына Мурада, Мехмеда, бросившегося в пролом, была отбита. Потратив на осаду 5 месяцев, Мурад был вынужден опять уйти, поскольку испытывал сложности со снабжением в условиях враждебности местного населения.
В то же самое время, 6 января 1449 года, после смерти Иоанна VIII один из морейских деспотов, Константин Палеолог, с согласия Мурада II стал последним византийским императором.

#### Брак Мехмеда и смерть Мурада
Мурад хотел устроить брак своего сына Мехмеда и подобрал невесту из рода Дулкадиридов, дочь Сулеймана-бея. Тем самым он хотел закрепить права османов на Анатолию. Как писал Дука, устроенные Мурадом в Эдирне свадебные торжества начались в сентябре и закончились в декабре (Энвери датировал их ноябрём-декабрём 1450 года). Новый год Мурад отметил в Эдирне в разгаре свадебных торжеств, длившихся три месяца, а затем уехал в Манису. Мурад умер вскоре после окончания свадебных торжеств, первые дни мухаррама 855 года (2 февраля 1451 года) в Эдирне. По словам Дуки султан отдыхал от свадебных хлопот на острове «созданном ветвлением рек около города» вместе со своими компаньонами и фаворитами. Там же, на острове, он почувствовал недомогание, «его голова и тело были тяжёлыми и вялыми» и он попросил отвезти себя во дворец в городе. Через три дня ему стало хуже и он умер, как писал Дука, от эпилептического припадка, однако Й.Хаммер полагал, что султан скончался «поражённый апоплексией».
Он был похоронен в Бурсе рядом с построенной им мечетью.

## Личность и память

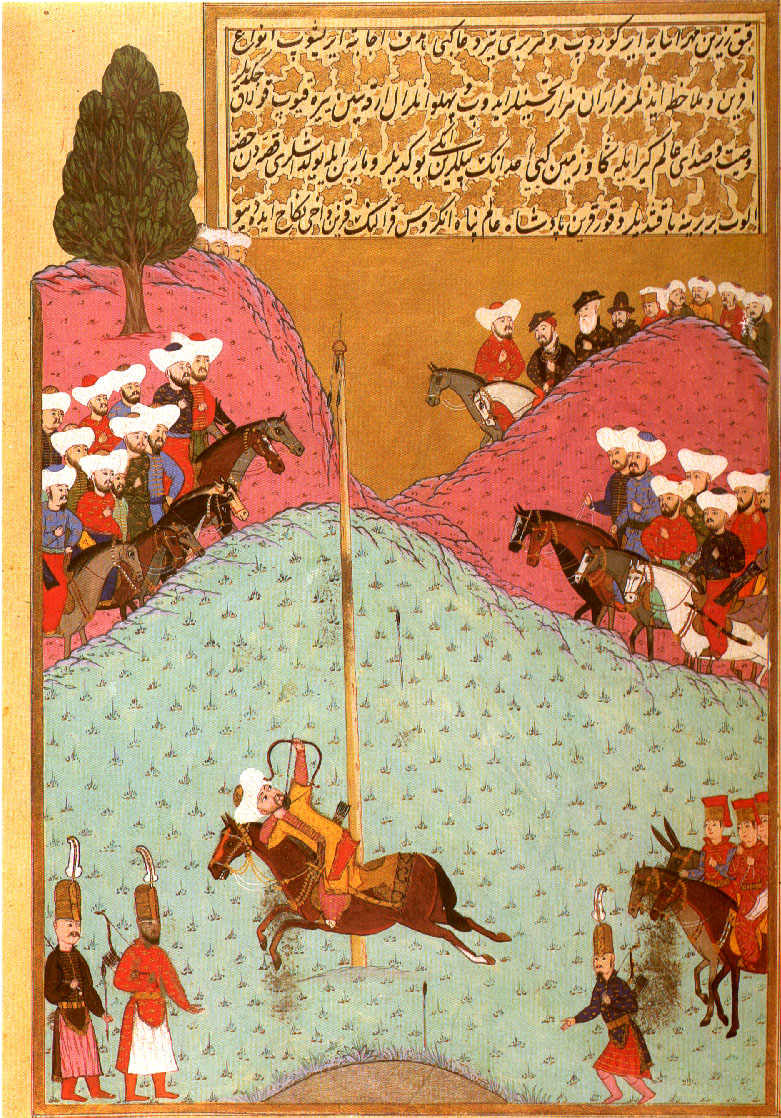
Хюнер-наме.
Мурад II тренируется в стрельбе из лука,
H. 1523, f. 138a

Как писал Й.Хаммер, правление Мурада длилось 30 лет, он правил «со славой и справедливостью, в войне и в мире, верно держал данное слово, безжалостно мстил врагам веры». Хаммер сравнивал Мурада с Диоклетианом и Карлом V, поскольку султан, как и эти два правителя, отказался от власти. При этом отречение Мурада было вызвано не болезнями или слабостью, а лишь отвращением к правлению. Двойной же отказ от власти остаётся уникальными примером в мировой истории. В этом Хаммер повторял слова Дуки, который далее отзывался о Мураде так:
Смерть Мурада не была результатом многочисленных заболеваний и не была болезненной. Он пострадал меньше, чем его отец, потому что Бог, я полагаю, судил этого человека по добрым делам, которые он совершил на благо простого народа, и за сочувствие, которое он выражал неимущим, а не только тем, кто принадлежал к его нации и нечестивой вере. Гнев Мурада не был несдержанным. После победы он не преследовал бегущего врага. Более того, он не жаждал полного уничтожения проигравшего народа, но как только побежденные просили мира, он с готовностью заключал мир. Он действительно презирал войну и любил мир, и Отец Мира, в свою очередь, послал ему быструю смерть.
Современники характеризовали Мурада как энергичного и благочестивого человека. Историки писали, что византийские писатели с уважением отзывались о его справедливости и гуманности. Например, по словам К. Иречека Мурад был «справедливым и откровенным человеком, даже по словам византийцев». Не уступая своим предшественникам в храбрости, султан вместе с тем всегда человеколюбиво обращался с побежденными. Турецкий поэт Хакан Арсланбензер назвал Мурада «усталым воином» . Как писал историк Ф. Хитцель, султан был привержен мистическим традициям, он первым из османских правителей «превратил свой двор в блистательный центр поэтов, литераторов и учёных».
Мурад покровительствовал искусствам и построил много мечетей, дворцов, мостов, богаделен и школ:
- В Манисе Мурад построил для себя дворец и разбил сады, не сохранившиеся до наших дней[103].
- Мечеть Мурадие (1436), Эдирне. Построена на холме над дворцом. При ней существовали медресе и имарет, она считается одним из важнейших произведений османской архитектуры. Плитка, покрывающая стены, является одним из самых совершенных образцов турецкого плиточного искусства. Ныне утраченный минарет мечети имел уникальную для того времени конструкцию (в нём было три винтовые лестницы)[103][104]. Изначально здание было построено в 1426 году для дервишей тариката Мевлеви (Мевлевихане), однако впоследствии было преобразовано в мечеть[104].
- Мечеть Юч-Шерефели[англ.] (1438—1447), Эдирне — Мечеть с тремя балконами (тур. üç şerefeli — три балкона). Имеет оригинальную архитектуру и большой внутренний двор, первый в истории османской архитектуре. В центральной части двора установлен фонтан-шадырван[103][104]. В этой мечети впервые был построен портик. Именно план этой мечети использовал и усовершенствовал Мимар Синан для своих построек. На минарете мечети, имеющей 67,62 метров высоты, находятся три балкона[104].
- Комплекс в Бурсе состоит из мечети Мурадие[тур.], хаммама, имарета и тюрбе Мурада, его жён и его сыновей[103].
- Мурад первым из османских правителей начал строить мосты, главные: «через Ергене [левый приток Марицы], между Салониками и Енишехиром над болотом длиной более четверти льё, третий у Анкары»[103].
- Мечеть султана Мурада в Скопье

Все эти труды не помешали Мураду усовершенствовать организацию своей армии, особенно — янычарского корпуса.
По завещанию Мурада все его личное имущество было завещано для раздачи беднякам в Мекке и Медине и для оплаты чтения Корана.
Роль Мурада в истории Османской империи огромна, поскольку кризисы 1444—1446 годов были такими же опасными, как кризисы междуцарствия и гражданской войны 1402—13 годов, и угрожали самому существованию Османского государства. Мураду удалось справиться с ними и укрепить османское правление на Балканах и в Малой Азии. Он оставил стабильное и сильное государство своему сыну Мехмеду II, который во время своего второго правления (1451—81) превратил его в крупную региональную империю.

## Семья
Жёны/наложницы
- Хатидже Халиме-хатун (ум. после 1500) — дочь правителя бейлика Джандарогуллары Ибрагима II или его отца Исфендияра-бея. Брак с Мурадом II был заключён по разным данным в 1421 году, 1424 году или позднее. После восшествия на престол Мехмеда II была выдана замуж за бейлербея Анатолии Исхака-пашу[107].
- Хунди-хатун (ум. 14 февраля 1486)[108] — по мнению Бабингера, Хунди была турчанкой и занималась воспитанием Мехмеда II. В более поздние годы она была весьма богата и даже построила несколько мечетей[109].
- Хюма-хатун (ум. в сентябре 1449)[108]
- Мара Бранкович, также Деспина-хатун (ок. 1420 — 14 сентября 1487) — дочь правителя Сербии Георгия Бранковича. Брак был заключён 4 сентября 1435 года и, по мнению Бабингера, оставался бездетным. После восшествия на престол Мехмед II отослал её в Сербию, однако примерно в 1458 году она вернулась[110].
- Йени-хатун — дочь Садибейзаде Махмудшаха. Возможно, была женой не Мурада II, а его сына Алаеддина Али[111].
- неизвестная по имени наложница/жена — по мнению Хаммер-Пургшталя, состояла в родстве с Георгием II Балшичем и позднее была отправлена на родину[112].

Сыновья
- Ахмед (1420 — май 1437)[108] — санджакбей Амасьи с 1434 года[109].
- Алааддин Али (1425—1442[113]/1443; мать — Хунди-хатун) — предположительно в 1439 году женился на Йени-хатун, дочери Садибейзаде Махмудшаха. Имел двоих сыновей, рождённых в 1442 году. Традиционная версия высказана Бабингером, который утверждал, что Алаеддин Али был казнён вместе с сыновьями по неизвестной причине по приказу отца Кара Хызыром-пашой[114]. Однако сейчас принята версия Халила Иналджика, по словам которого смерть любимого сына была для Мурада II неожиданностью и произошла по неизвестной причине[115].
- Мехмед II (30 марта 1432 — 3 мая 1481; мать — Хюма-хатун[108])
- Хасан[116] (ум. 1444[108])
- Ахмед (ноябрь 1450 — казнён 18 февраля 1451; мать — Хатидже Халиме-хатун[108])
- Орхан-челеби[117] (ум. 9 февраля 1451[118])

Дочери
- Фатьма-хатун — была первой женой Заганос Мехмета-паши[119].
- Дочь — с 1440 года была замужем за правителем бейлика Джандарогуллары Кемаледдином Исмаилом[4]. В браке родила двоих сыновей — Хасана и Яхью[108]. Хасан был женат на дочери Мехмеда II[22].
- Дочь — с 1443 года была замужем за Касымом Кемаледдином[4], братом правителя бейлика Джандарогуллары Кемаледдина Исмаила[108].
- Дочь — была замужем за Коджа Синаном-пашой (ум. 1486)[108].
- Дочь — была замужем за Мехмедом, сыном Харана[108].
- Дочь — с августа 1470 года была замужем за Исой-беем[120]. Предположительно была полнородной сестрой Мехмеда II[121]. Мехмед Сюрейя указывал, что до брака с Исой она была замужем за Караманоглу Ибрагим-беем[4]. Согласно же Алдерсону, Ибрагим-бей был женат не на дочери Мурада II, а на сестре, дочери Мехмеда I[122].

## Комментарии
1. ↑  Год рождения Мурада II в устаревших или популярных изданиях может быть указан 1401 (Энциклопедический словарь Брокгауза и Ефрона) или 1403 («Все монархи мира. Мусульманский Восток VII—XV вв.»).
2. ↑  Приводятся также даты июнь 1404 года[3], 1403 или 1404 год[4].
3. ↑   Турецкий историк Х. Хюсамеддин (H. Hüsameddin) в книге «История Амасьи» называет матерью Мурада знатную турчанку - Шехзаде Хатун, дочь Дивитдара Ахмеда-паши[3].
4. ↑  Ч.Улучай называл отцом Эмине  Сули Шабана-бея[7]. По мнению Ф. Бабингера и И.Узунчаршилы, её отцом с большей вероятностью был Сули Шабан-бей. Э. Алдерсон упомянул оба варианта, отметив, что более вероятно, что её отцом был Сули-бей, чем Мехмед-бей. Историки Р.Юнанч и Дж. Мордтман полагали, что отцом Эмине был Мехмед-бей[8]. Н.Сакаоглу придерживался  мнения, что её отцом с большей вероятностью был Мехмед-бей[9].
5. ↑  Анонимная хроника: «Султан Мехмед послал на Карабурун Баязида-пашу и сына своего Мурада. Мустафа Бёрклюдже, приобретя в тех областях огромную славу, поднял голову. К нему собралось две-три тысячи народу. Баязид паша и султан Мурад, придя в Карабурун, встретились с Бёрклюдже, и произошло огромное сражение. С обеих сторон было убито множество народа. Наконец и Бёрклюдже разбили и уничтожили»[17].
6. ↑  Ашик-паша-заде : «Султан Мехмед послал Баязида-пашу со своим сыном Мурадом. Те прибыли. Встретились в Карабуруне с Бёрклюдже. Произошло большое сражение. С обеих сторон уничтожено много людей. Наконец и Бёрклюдже был разорван на части»[16].
7. ↑  Согласно Шикари (автор Караманнаме) и  историку Шукруллаху дети были убиты сразу после интронизации Мурада[20].
8. ↑  В  1413 году (или 1414/1415 году[26]) отец Мурада, Мехмед, подавил при помощи Баязида-паши очередное выступления беев Айдына и Карамана. Мехмед сохранил Джунейду из Айдына жизнь, поддавшись на мольбы его матери, но отправил его в Румелию, на должность санджакбея приграничной провинции Нигболу (Никопол). Бейлик Джунейда был преобразован в санджак, управлять которым был поставлен Александр Шишман, изгнанный Мехмедом из Никопола[27].
9. ↑  Нешри писал, что Мурад не давал приказа о казни напрямую. Якобы, он любил брата и впоследствии обвинял своего мирахора (конюшего) Мезида-пашу в убийстве Мустафы. Мезид-бей смог убедить султана, что он не участвовал в казни, Мурад поверил, что «было хорошо для карьеры Мезада-бея».
10. ↑  Doğanbey, Seferihisar
11. ↑  Договор называется Сегедским, поскольку именно в Сегеде Владислав должен был его подписать. Однако на самом деле договор был подписан Мурадом в Эдирне, а Владиславом в Вараде.

## Энциклопедии
- Мурад II : [арх. 21 декабря 2022] / Сотниченко А. А. // Монголы — Наноматериалы. — М. : Большая российская энциклопедия, 2013. — С. 466. — (Большая российская энциклопедия : [в 35 т.] / гл. ред. Ю. С. Осипов ; 2004—2017, т. 21). — ISBN 978-5-85270-355-2.

- Mélikoff I. D̲j̲unayd (англ.)  / Gibb, H. A. R.; Kramers, J. H.; Lévi-Provençal, E.; Schacht, J.; Lewis, B.; Pellat, Ch.. — Leiden, 1960. — Vol. II: C–G. — P. 599–600. — ISBN 90-04-08114-3.
- Babinger F. Turahan Bey (англ.) / In Houtsma, Martijn Theodoor. — Leiden: E.J. Brill, 2000. — Vol. X. — С. 670–672. — (E.J. Brill's first encyclopaedia of Islam, 1913–1936). — ISBN 978-0-691-01078-6.
- Kramers J.H. Karaman-Oghullari / In Houtsma, Martijn Theodoor. — Leiden: BRILL, 1927. — Vol. II. — С. 748—752. — (E.J. Brill's first encyclopaedia of Islam, 1913–1936).
- Encyclopaedia of Islam. 2nd ed :  [англ.] : in 12 vol. / ed. by P. J. Bearman, Th. Bianquis, C. E. Bosworth, E. van Donzel, W. P. Heinrichs et al. — Leiden : E.J. Brill, 1960—2005. (платн.)

- Kramers J.H. Murād II. — 1993. — Vol. VII. — P. 594—595.
- Heywood, C. J. Muṣṭafā Čelebi, Düzme". — 1993. — Vol. VII. — P. 710–712.
- İnalcık H. Meḥemmed I. — 1991. — Vol. VI. — P. 973–978.
- İnalcık H. Mehmed II. — 1991. — Vol. VI. — P. 978—981.
- Vaglieri L. V. Ḏh̲u 'l-Ḳadr. — 1991. — Vol. II. — P. 239—240.

- Islam Ansiklopedisi (тур.).

- İnalcık H. Murad II. — 2006. — Vol. 31. — P. 164—172.
- Emecen F. Cüneyd Bey. — 1993. — Vol. 8. — P. 122.
- Emecen  F. Turahan Bey. — 2012. — Т. 41. — P. 405—407.
- Merçil E. Aydınoğulları. — 1991. — Vol. 4. — P. 239—241.
- Sumer F. Karamanogullari. — 1995. — Vol. 24. — P. 454—460.
- Başar F. Mustafa Çelebi, Düzme. — Vol. 31. — P. 292—293.

- Encyclopedia of the Ottoman Empire / Ágoston G., Bruce A. M.. — 2009. — P. 364—368, 399—401. — ISSN 0-8160-6259-5.